# Климке, Ингрид
И́нгрид Кли́мке (нем. Ingrid Klimke, род. 1 апреля 1968, Мюнстер, Северный Рейн-Вестфалия) — немецкая всадница, двукратная олимпийская чемпионка в командном троеборье, двукратная чемпионка мира и многократная чемпионка Европы, выступающая в конном троеборье и выездке.
Принимала участие в 5 Олимпийских играх с 2000 по 2016 год. На своём коне Абраксасе она выиграла 2 командных золотых медали для команды Германии по троеборью на Олимпийских играх 2008 и 2012 годов. В 2016 году выиграла серебро на Хейл-Бобе.
В 2002 году Климке заняла 7-е место на чемпионате мира по выездке на своей лошади Нектор ван хет Карельшоф. На чемпионате мира 2022 года в Хернинге в составе сборной Германии впервые стала бронзовым призёром в командной выездке. Ожидалось, что Климке выступит в выездке на Олимпийских играх 2024 года, но в итоге она не вошла в состав сборной Германии.
Ингрид — дочь 6-кратного олимпийского чемпиона в выездке Райнера Климке. Как и её отец, Ингрид выступает и на соревнованиях по конному троеборью, и по выездке на международном уровне (но на Олимпийских играх Ингрид пока выступала только в троеборье). Суммарно на счету отца и дочери Климке 11 олимпийских наград (8 золотых, 1 серебряная и 2 бронзовые) на протяжении 52 лет на 10 Играх.
В январе 2012 года она была признана «Reitmeister» (Всадник-Мастер, специальный титул Немецкой федерации конного спорта). Ингрид Климке — вторая женщина в истории, которой был присвоен этот титул.

## Результаты на Олимпийских играх
| Игры                | 2000 | 2004 | 2008 | 2012 | 2016 |
| ------------------- | ---- | ---- | ---- | ---- | ---- |
| Возраст             | 32   | 36   | 40   | 44   | 48   |
| Личное троеборье    | —    | DNF  | 5    | 25   | 14   |
| Командное троеборье | 4    | 4    | 1    | 1    | 2    |